# میسلوتشوویتسه
میسلوتشوویتسه (به چکی: Mysločovice) یک منطقهٔ مسکونی در جمهوری چک است که در ناحیه زلین واقع شده‌است. میسلوتشوویتسه ۳٫۵۹ کیلومتر مربع مساحت و ۵۷۸ نفر جمعیت دارد و ۲۱۰ متر بالاتر از سطح دریا واقع شده‌است.